# Arthur Snyers
Arthur Snyers, né en 1865 à Namur et mort en 1942 à  Liège, est un architecte belge de styles éclectique et Art nouveau. Il est notamment associé à Charles Étienne Soubre avec qui il collabore pour la Ville de Liège. Il est le père de l'architecte Henri Snyers (1901-1980).

## Biographie
Arthur Snyers s'occupe de la conception esthétique des bâtiments édifiés lors de l'Exposition universelle de 1905. En 1930, il préside le Collège des Architectes de l'Exposition Internationale de Liège lors de laquelle il réalisa, notamment, le palais du royaume d'Égypte.

## Réalisations

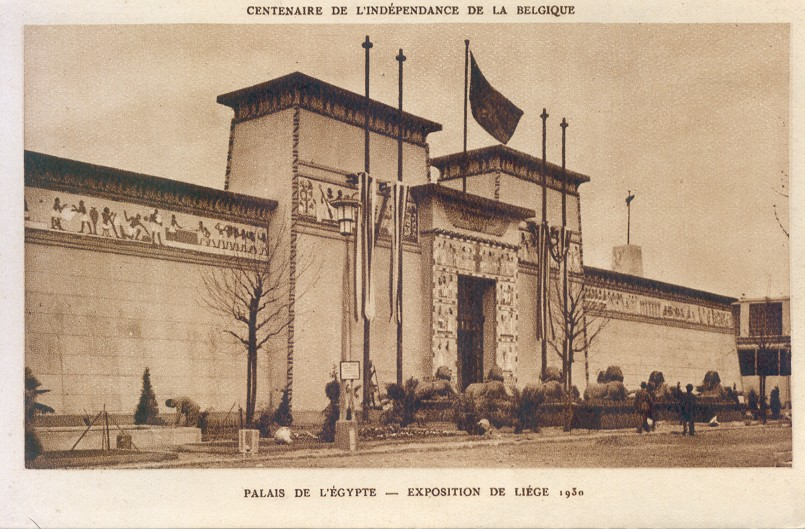
Palais du royaume d'Égypte

- 1894 : Rénovation du vélodrome du parc de la Boverie, Liège
- 1904 : Extension de la façade de style néorenaissance vénitien du Grand Bazar, Liège
- 1906 : Maison Hanot, rue du Vieux Mayeur no 50, Liège (Art nouveau)
- 1906 : Hôtel Moderne, rue Pont d'Avroy no 29, Liège
- 1907 : Maison, rue de Serbie no 17/19, Liège (Éclectisme et Art nouveau)
- 1909 : Ancien Magasin Wiser (ex Humblet), à l'angle de la rue de la Cathédrale no 63 et de la rue de l'Étuve, Liège (Art nouveau)
- 1930 : Palais du royaume d'Égypte, Exposition Internationale de 1930, Liège
- Hôtel de maître, quai de Rome no 67, Liège
- Maison, avenue Émile Digneffe no 44, Liège
- Hôtel, rue des Urbanistes no 10, Liège (Art nouveau)
- Café « Le Vénitien », à l'angle du boulevard de la Sauvenière et de la rue Hamal, Liège. Démoli, à la suite d'un incendie dans les années 1970.